# I Believe in You and Me
I Believe in You and Me è una canzone della cantante Whitney Houston pubblicato nel 1996 come primo singolo estratto dalla colonna sonora del film Uno sguardo dal cielo. Il brano, scritto da Sandy Linzer e David Wolfert, è una cover di un pezzo del 1982 dei The Four Tops.

## Tracce
1. "I Believe in You and Me" - (Album Version) 3:51
2. "I Believe in You and Me" - (Film Version) 4:00
3. "Somebody Bigger Than You And I" (con Bobby Brown, Faith Evans, Johnny Gill, Monica & Ralph Tresvant) 4:41
4. "The Lord Is My Shepherd" (cantata da Cissy Houston) 4:23
5. "Who Would Imagine A King" (The Nativity Choir From "The Preacher's Wife") 2:48